# Bán đảo Phương Mai
Bán đảo Phương Mai là bán đảo thuộc địa phần phường Quy Nhơn, tỉnh Gia Lai, Việt Nam. Đây là một bán đảo xinh đẹp và hoang sơ với nhiều cảnh đẹp có tiềm năng lớn về du lịch.

## Địa lý

### Vị trí
Bán đảo Phương Mai nằm về phía đông đầm Thị Nại như một tấm bình phong khổng lồ án ngữ phía biển cho phường Quy Nhơn. Bán đảo Phương Mai là đoạn cuối cùng của dải núi Triều Châu.

### Địa hình
Đây là một vùng núi thấp có nhiều ngọn nhấp nhô. Cao hơn cả là hòn Chớp Vung, hòn Mai, hòn Diệp Chữ… Nhìn từ xa, Phương Mai như đầu một con rồng thân nằm dài về phía bắc, đến tận cửa Đề Gi. Tận cùng phía nam của bán đảo là một lưỡi nhọn hình mũi mác với nhiều hốc đá hiểm trở, chim Yến thường kéo về làm tổ. Dân trong vùng gọi nơi đây bằng hai cái tên Mũi Mác và Mũi Yến. Dãy núi phía tây bắc Mũi Mác có một nhánh nhỏ, nhọn sắc như nanh cọp, chĩa về phía tây, tục gọi Gành Hổ, trong các sách cổ gọi là Hổ Ki. Nằm kẹp giữa hai dải núi này là một động cát, trên có bàu nước ngọt khá lớn. Bán đảo Phương Mai được nối với dãy Triều Châu bằng một dải núi dài chừng 2 km, bề ngang chỉ hẹp độ 1/2 km có tên là Eo Vược.

## Dân cư
Bán đảo Phương Mai núi dăng hiểm trở, nhưng xen vào các vách đá và ở dìa chân núi có những thung lũng và những khoảng trống để hình thành các điểm dân cư, tụ tập chủ yếu thành ba xã Nhơn Lý, Nhơn Hội, Nhơn Hải và một phần phường Hải Cảng. Dân ở đây sống bằng nghề biển và nghề nông, quanh năm chài lưới và làm ruộng.

## Kinh tế
Hiện nay, dự án cầu đường Quy Nhơn – Nhơn Hội đang thi công, vùng đất này trong tương lai sẽ phát triển với cảng nước sâu, các khu công nghiệp, dịch vụ và du lịch.

## Di tích lịch sử
Do địa thế hùng hiểm, bán đảo Phương Mai còn dấu mình những di tích kỳ bí. Hiện còn những ngôi chùa tên dân gian là chùa Phật Lồi. Chùa ở Hải Giang, xã Nhơn Hải. Trong chùa hiện có thờ một pho tượng bằng đá sa thạch, cao bằng hình người, sau lưng có bốn chữ Phạn, dân quen gọi là chữ bùa.

## Danh lam thắng cảnh
- Làng biển Hải Minh
- Đồi cát Nhơn Lý
- Mũi Yến
- Eo Gió